# فوهة ألتر

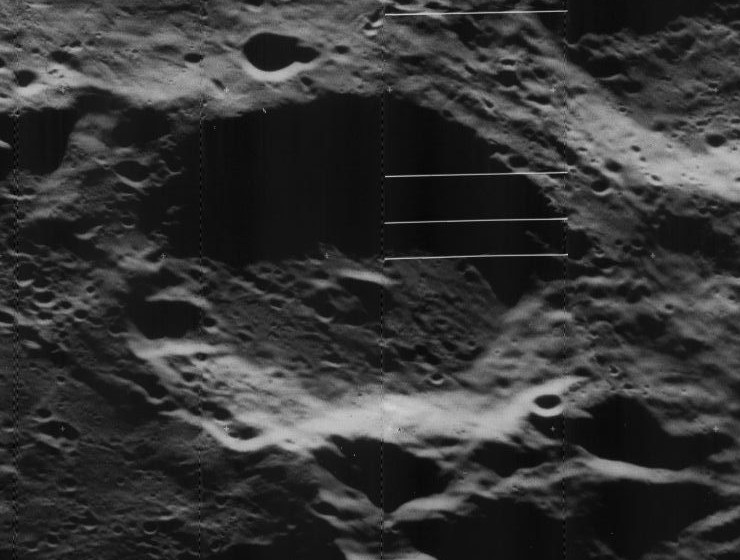
فوهة ألتر

فوهة ألتر (18.7°N 107.5°W) فوهة صدمية تقع في نصف الكرة الشمالي على الجانب البعيد من سطح القمر. يحدها من الشمال الشرقي فوهة روبرتسون الكبيرة ومن الشرق فوهة أوم.

## الوصف
الحواف الخارجية للفوهة متآكلة من الظروف البيئة واضحة جدا في الشمال والجنوب. توجد فوهة صغيرة على امتداد الحافة الجنوبية الشرقية. يوجد شق على امتداد الحافة الجنوبية باتجاه الشمال الشرقي، تغطي مادة راي الجزء الشرقي من الفوهة.
يبلغ قطر الفوهة 64 كم وعلى زاوية 108° من شروق الشمس، بينما لم يتم تحديد عمقها حتى الآن. تم تسمية الفوهة على اسم عالم الفلك والفيزيائي دينسمور ألتر تكريما له على مجمل أعماله وتخليدا لذكراه.

## فوهات القمر الصناعي
لرسم خريطة مماثلة لفوهات القمر يتم وضح حروف على كل جانب من جوانب الفوهة ومركزها لكل حرف منهم دلاله معينة.
| ألتر | خط طول  | خط عرض   | القطر |
| ---- | ------- | -------- | ----- |
| K    | 16.3° N | 106.0° W | 22 كم |
| W    | 20.4° N | 109.2° W | 52 كم |

## وصلات خارجية
- فوهات القمر
- "استكشاف القمر". معهد العلوم القمرية والكواكبيّة. مؤرشف من الأصل في 2012-02-18. اطلع عليه بتاريخ 2007-04-12.
- "أطالس القمر". معهد الدرسات القمرية والكواكبيّة. مؤرشف من الأصل في 2011-12-18. اطلع عليه بتاريخ 2007-04-12.
- آيشليمان، ر. "خرائط القمر". خرائط وروسومات لأسطح الكواكب. مؤرشف من الأصل في 2019-08-18. اطلع عليه بتاريخ 2007-04-12. خرائط ومناظر شاملة في مواقع هبوط أبولو.

1. ↑  "معلومات عن فوهة ألتر على موقع planetarynames.wr.usgs.gov". planetarynames.wr.usgs.gov. مؤرشف من الأصل في 2018-06-30.